# Literaturjahr 1873
Liste der Literaturjahre

◄◄ | ◄ | 1869 | 1870 | 1871 | 1872 | Literaturjahr 1873 | 1874 | 1875

Weitere Ereignisse
Dieser Artikel behandelt das Literaturjahr 1873.

## Ereignisse

### Prosa
- 30. Januar: Der Roman Le Tour du monde en quatre-vingts jours (Reise um die Erde in 80 Tagen) von Jules Verne erscheint.

- Der Roman Die Dämonen von Fjodor Michailowitsch Dostojewski erscheint.
- Die Novelle Das Amulett von Conrad Ferdinand Meyer erscheint in Leipzig.
- Die Erzählung Der Lex von Gutenhag von Peter Rosegger erscheint in Pest.
- Die Erzählungs-Sammlung Zerstreute Kapitel von Theodor Storm erscheint in Berlin.
- Der Roman Die Geier-Wally, in dem Wilhelmine von Hillern das Leben der Tiroler Malerin Anna Stainer-Knittel künstlerisch verarbeitet, erscheint zunächst als Fortsetzungsroman.

### Lyrik / Bildergeschichten
- Wilhelm Busch veröffentlicht im Bassermann Verlag die satirische Bildergeschichte Der Geburtstag oder die Partikularisten.

### Drama
- 11. Mai: Das Märchendrama Schneeflöckchen von Alexander Ostrowski hat seine Uraufführung am Bolschoi-Theater in Moskau. Die Musik zu dem Stück stammt von Pjotr Iljitsch Tschaikowski.

- Émile Zola arbeitet seinen 1867 erschienenen Roman Thérèse Raquin zum gleichnamigen Theaterstück um.

### Periodika

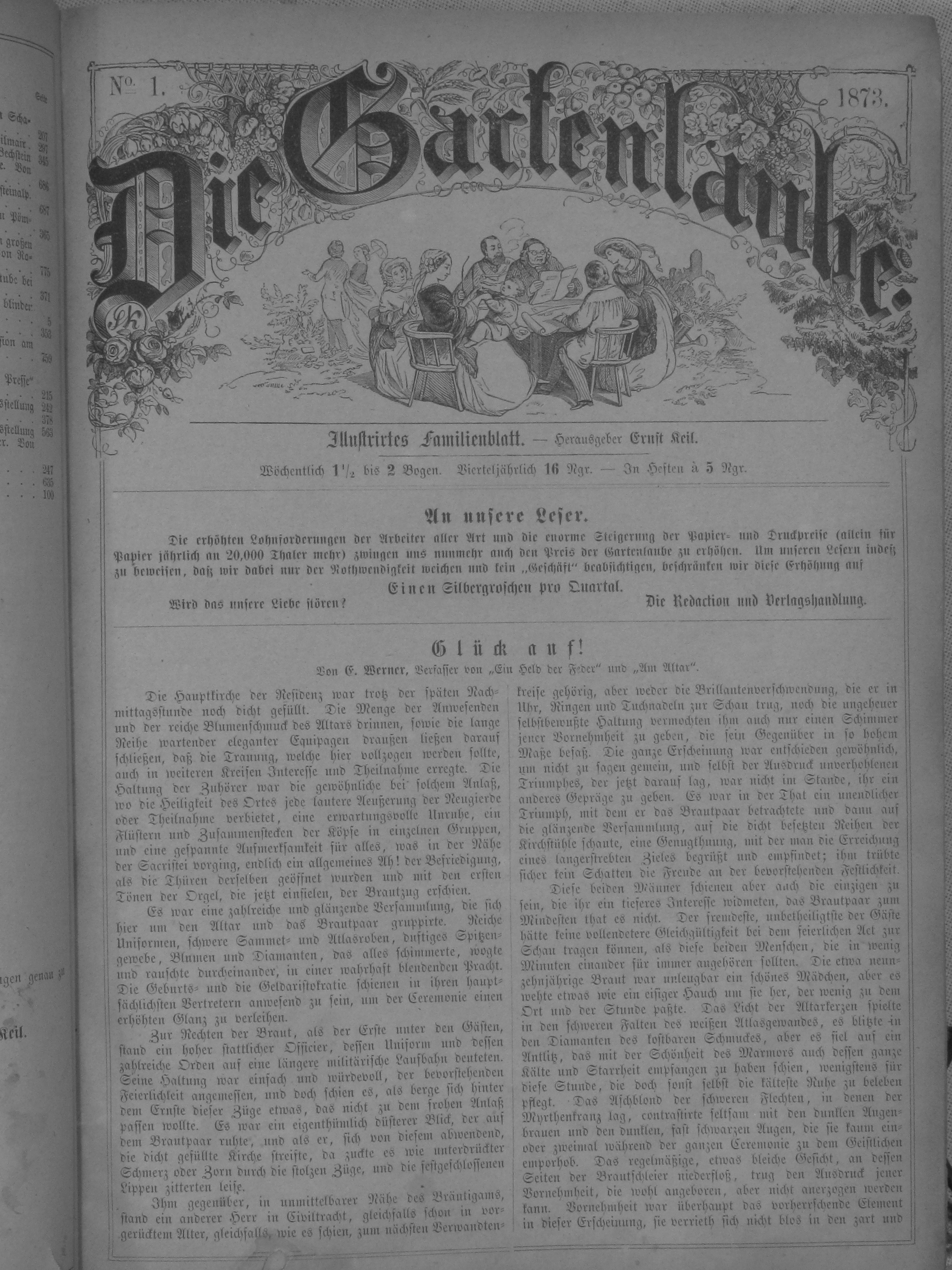
Die Gartenlaube 1873

### Wissenschaftliche Literatur
- 28. Februar: Der norwegische Arzt Gerhard Armauer Hansen beschreibt seine Beobachtungen über den von ihm entdeckten Lepraerreger Mycobacterium leprae.

### Sonstiges
- Paul Verlaine verwundet Arthur Rimbaud im Streit.
- Lew Tolstoi beginnt mit der Arbeit an Anna Karenina, die bis 1876 dauern wird.

## Geboren
- 09. Januar: Chaim Nachman Bialik, jüdischer Dichter, Autor und Journalist († 1934)
- 20. Januar: Johannes V. Jensen, dänischer Schriftsteller und Nobelpreisträger († 1950)
- 28. Januar: Colette, französische Schriftstellerin und Journalistin († 1954)

- 11. Februar: Rudolf Hans Bartsch, österreichischer Schriftsteller († 1952)
- 11. Februar: Georg Hirschfeld, deutscher Dramatiker und Erzähler († 1942)
- 10. März: Jakob Wassermann, deutscher Schriftsteller († 1934)

- 25. April: Walter de la Mare, britischer Dichter und Autor († 1956)
- 17. Mai: Henri Barbusse, französischer Politiker und Schriftsteller († 1935)
- 31. Mai: Thaddäus Rittner, polnischer Schriftsteller († 1921)

- 19. Juni: Friedrich Huch, deutscher Dichter und Schriftsteller († 1913)
- 21. Juni: Henry Tomlinson, britischer Schriftsteller und Journalist († 1958)
- 24. Juni: Maurice Ascher, Schweizer Schriftsteller und Pädagoge († 1965)

- 01. Juli: Thassilo von Scheffer, deutscher Dichter († 1951)
- 11. Juli: Louis Pinck, deutscher Volksliedforscher und -sammler († 1940)
- 13. Juli: Alfons Breska, tschechischer Dichter und Übersetzer († 1946)
- 19. August: Friedrich von der Leyen, deutscher Germanist († 1966)

- 08. September: Alfred Jarry, französischer Schriftsteller († 1907)
- 11. September: Rudolf Kassner, österreichischer Schriftsteller, Essayist, Übersetzer, Kulturphilosoph († 1959)
- 20. September: Lulu von Strauß und Torney, deutsche Dichterin und Schriftstellerin († 1956)

- 03. Oktober: Wjatscheslaw Schischkow, russischer Schriftsteller († 1945)
- 17. Oktober: Alfred Polgar, österreichischer Schriftsteller († 1955)

- 19. November: Maria O’Neill, portugiesische Autorin in zahlreichen Genres († 1932)
- 30. November: Božena Benešová, tschechische Dichterin, Schriftstellerin († 1936)
- 17. Dezember: Ford Madox Ford, britischer Schriftsteller († 1939)

- ungenannt: Zabelle Boyajian, osmanisch-armenische Schriftstellerin und Übersetzerin († 1957)

## Gestorben
- 18. Januar: Edward Bulwer-Lytton, 1. Baron Lytton, britischer Romandichter (* 1803)
- 27. Februar: Elisabeth Campe, deutsche Salonnière und Schriftstellerin (* 1786)
- 23. April: Wolfgang Menzel, deutscher Dichter der Spätromantik (* 1798)
- 22. Mai: Alessandro Manzoni, italienischer Schriftsteller (* 1785)